# Сайчук, Афанасий Семёнович
Афанасий Семёнович Сайчук (1858—1914) — российский генерал-майор, герой обороны Порт-Артура, участник Первой мировой войны.

## Биография
Родился 30 июня 1858 года, происходил из мещан Бессарабской губернии. Образование получил дома.
В военную службу вступил 4 ноября 1877 года вольноопределяющимся в 48-й пехотный запасной батальон и принял участие в завершающих кампаниях русско-турецкой войны. 26 апреля 1878 года зачислен в 46-й пехотный Днепровский полк.
По окончании военных действий был принят слушателем в Киевское пехотное юнкерское училище, из которого выпущен по 1-му разряду 29 ноября 1880 года прапорщиком и вернулся в свой полк. Продолжая службу в Днепровском полку, Сайчук получил чины подпоручика (11 марта 1883 года), поручика (1 июня 1887 года) и штабс-капитана (1 июля 1894 года, со старшинством от 15 марта 1895 года). С мая 1895 года командовал в Днепровском полку ротой.
В 1896 году Сайчук сдал вступительные экзамены в Николаевскую академию Генерального штаба и, пройдя в ней двухклассный курс наук, в 1897 году был выпущен по 2-му разряду.
В июне 1900 года Сайчук был командирован в войска Приамурского военного округа и 13 декабря того же года был переведён в 15-й Восточно-Сибирский стрелковый полк, в рядах которого принял участие в Китайском походе 1900—1901 годов; за боевые отличия награждён двумя орденами. 18 февраля 1902 года получил чин капитана (со старшинством от 6 мая 1900 года).
В 1904 году Сайчук находился в Порт-Артуре, 28 марта произведён в подполковники (со старшинством от 26 февраля) и 14 июня получил в командование 1-й батальон 15-го Восточно-Сибирского полка.
В бою 27 июля на Сяогушане Сайчук был ранен. Как только вылечился он вернулся в полк и 30 сентября, при отражении штурма японцами Порт-Артурских укреплений, был ранен вторично. 28 сентября 1905 года Сайчук был награждён орденом св. Георгия 4-й степени
За отличное мужество, храбрость и распорядительность, при обороне VI участка Восточного фронта крепости, с 16-го по 30-е сентября 1904 года, в особенности в деле 29-го сентября, когда, не взирая на полученную рану, бросился со вверенными ему частями в штыки на японские колонны, пытавшиеся овладеть укреплением № 3 и отразил их.
После сдачи Порт-Артура Сайчук, как раненый, был отпущен в Россию с обязательством более не принимать участия в военных действиях.
20 июля 1905 года Сайчук был назначен в 79-й пехотный Куринский полк, где вскоре получил должность батальонного командира. 23 октября за боевые отличия против японцев произведён в полковники (со старшинством от 19 декабря 1904 года). В 1906 году в течение без малого четырёх месяцев командовал отдельным Лебединским батальоном. 26 октября 1908 года Сайчук был назначен командиром 264-го пехотного резервного Лорийского полка и в 1910 году переформировывал этот полк из резервного в действующий армейский. 24 января 1911 году он был переведён на должность полкового командира в 203-й пехотный Сухумский полк.
16 апреля 1914 года произведён в генерал-майоры (со старшинством от 19 декабря 1908 года) и 8 июня назначен командиром 1-й бригады 2-й гренадерской дивизии. После объявления мобилизации Сайчук был переведён на такую же должность во 2-ю бригаду 1-й пехотной дивизии.

## Гибель
Во время Восточно-Прусской операции действовал в составе 13-го армейского корпуса и попал в окружение. В бою 18 августа последним из генералов армии Самсонова захвачен в плен. При отправке в немецкий тыл был тяжело ранен конвоиром. Скончался 1 сентября в Познаньском крепостном лазарете от потери крови.

## Награды
Среди прочих наград Сайчук имел ордена:
- Орден Святого Станислава 3-й степени (25 марта 1890 года)
- Орден Святой Анны 3-й степени с мечами и бантом (5 февраля 1903 года)
- Орден Святого Станислава 2-й степени с мечами (11 ноября 1903 года)
- Орден Святой Анны 2-й степени с мечами (11 сентября 1905 года)
- Орден Святого Георгия 4-й степени (28 сентября 1905 года)
- Орден Святого Владимира 4-й степени с мечами и бантом (23 октября 1905 года)
- Орден Святого Владимира 3-й степени (25 февраля 1911 года)